# Ураково (Башкортостан)
Ураково (баш. Ураҡ) — деревня в Белокатайском районе Башкортостана, относится к Атаршинскому сельсовету.
С 2005 современный статус, с 2007 — современное название.

## История
Статус деревня, сельского населённого пункта, посёлок получил согласно Закону Республики Башкортостан от 20 июля 2005 года N 211-з «О внесении изменений в административно-территориальное устройство Республики Башкортостан в связи с образованием, объединением, упразднением и изменением статуса населенных пунктов, переносом административных центров», ст.1:

6. Изменить статус следующих населенных пунктов, установив тип поселения — деревня:

5) в Белокатайском районе:…

в) поселка Ураковской фермы совхоза Атаршинского сельсовета
До 10 сентября 2007 года называлась деревней Ураковской фермы совхоза.

## Географическое положение
Расстояние до:
- районного центра (Новобелокатай): 12 км,
- центра сельсовета (Атарша): 8 км,
- ближайшей ж/д. станции (Ургала): 37 км.

## Население
| 2002 | 2009 | 2010 |
| ---- | ---- | ---- |
| 243  | ↘232 | ↘173 |

Согласно переписи 2002 года, в посёлке Ураковской Фермы совхоз преобладающие национальности — башкиры (59 %), русские (31 %). Мужчин	113, женщин	130 .